# Lingenau
Lingenau est une commune autrichienne du district de Brégence dans le Vorarlberg.